# SYN Prop & Tech
A SYN Prop & Tech, anteriormente denominada Cyrela Commercial Properties, (B3: SYNE3) é uma empresa de incorporação de empreendimentos imobiliários e administração de shopping centers e edifícios corporativos.
A SYN é resultado de um spin-off, realizado em 2007, das atividades relacionadas a imóveis comerciais da Cyrela.

## Shoppings
- Shopping D - São Paulo/SP
- Shopping Cidade São Paulo - São Paulo/SP
- Tietê Plaza Shopping - São Paulo/SP
- Grand Plaza Shopping - Santo André/SP
- Shopping Metropolitano Barra - Rio de Janeiro/RJ
- Shopping Cerrado - Goiânia/GO

## Edifícios Corporativos
- Complexo WTorre JK (Torres D e E) - São Paulo/SP[6]
- Birmann 10 - São Paulo/SP[7]
- Brasílio Machado - São Paulo/SP
- Nova São Paulo - São Paulo/SP
- Verbo Divino - São Paulo/SP
- ITM Centro Empresarial - São Paulo/SP
- CEO - Rio de Janeiro/RJ
- Leblon Corporate - Rio de Janeiro/RJ
- Suarez Trade - Salvador/BA